# Bosa von York
Der Heilige Bosa (* vor 678; † 706) war der vierte Bischof von York und amtierte von 678 bis 706.

## Leben
Bosa, dessen Geburtsdatum unbekannt ist, stammte aus Northumbria und erhielt seine geistliche Ausbildung im Kloster von Whitby durch die Heilige Hilda. Er wurde 678 als Bischof von York eingesetzt, als der Amtsinhaber Wilfrid sich weigerte, der Aufteilung seiner Diözese in vier kleinere Bistümer durch den Erzbischof von Canterbury, Theodor von Tarsus, zuzustimmen, der so der Ausbildung einer nordenglischen Gegenmacht bzw. eines zweiten englischen Erzbistums entgegenwirken wollte. Zwar appellierte Wilfrid an Papst Agatho, der ihm recht gab, doch wurde dessen Entscheidung von den neuen nordenglischen Bischöfen nicht anerkannt, so dass Wilfrid ins Exil nach Sussex musste. Bosa dagegen erkannte die Abtrennung der Diözesen Hexham und Lindsey an und amtierte neun Jahre, ehe Wilfrid sich 686 mit Erzbischof Theodor versöhnte und als Bischof von York eingesetzt wurde. Daher musste Bosa sein Amt vorübergehend aufgeben, konnte aber 691 erneut den Bischofsstuhl besteigen. Wilfrid kämpfte zwar weiter beharrlich um das Yorker Bistum, gab sich aber schließlich mit einer Synodalentscheidung, die vom Papst bestätigt wurde, zufrieden, wonach ihm das Bistum Hexham und die Aufsicht über die von ihm gegründeten Klöster verblieb.
So wurde er auch nach dem Tod Bosas am 706 nicht dessen Nachfolger, sondern es folgte ihm John von Beverley im Amt.
Bosa wurde später heiliggesprochen. Sein Gedenktag war im späten 8. Jahrhundert der 2. März, später wurde dieser auf den 9. März verlegt.